# Luis de la Fuente
Luis de la Fuente Castillo (Haro, 21 giugno 1961) è un allenatore di calcio ed ex calciatore spagnolo, di ruolo difensore, commissario tecnico della nazionale spagnola.
Alla guida della nazionale spagnola Under-19 ha vinto il campionato europeo di categoria del 2015 e alla guida della nazionale spagnola Under-21 ha vinto il campionato europeo di categoria del 2019; alla guida della nazionale maggiore spagnola ha vinto la UEFA Nations League 2022-2023 e il campionato d'Europa 2024.

## Carriera

### Calciatore
È approdato all'Athletic Club all'età di quindici anni, dopo essere stato scoperto da Agustín Gaínza. Suo padre, originario di Bilbao, era un socio dell'Athletic Club e andava regolarmente con Luis a vedere le partite della squadra, oltre ad avere parenti residenti nella capitale biscaglina. Cresciuto nella cantera dell'Athletic Club, viene mandato un paio d'anni nella squadra riserve, il Bilbao Athletic, in Segunda División B. Nella stagione 1980-1981 si alterna tra squadra riserve e prima squadra e l'8 marzo 1981 esordisce nella massima serie spagnola, nella partita Valencia-Athletic (0-0).
Negli anni seguenti diventa un punto fisso della difesa dei rojiblancos, collezionando, in sette stagioni, 146 presenze in campionato e vincendo due scudetti, una Coppa del Re e una Supercoppa di Spagna. Nel 1987 passa al Siviglia, con cui disputa quattro campionati in cui colleziona altre 86 presenze nella Liga, per fare ritorno, nell'estate 1991, all'Athletic Bilbao. Nel 1993 si trasferisce all'Alavés, dove conclude la carriera di calciatore.

### Allenatore
Nel 2005 ritorna nell'Athletic Club, venendo utilizzato come allenatore delle formazioni giovanili. Un anno più tardi viene promosso alla guida del Bilbao Athletic, restandovi fino all'anno seguente, quando riceve l'incarico di delegato della prima squadra. Nella stagione 2009-2010 ritorna a guidare il Bilbao Athletic. Nella prima parte della stagione 2011-2012 guida l'Alavés, prima di essere esonerato il 16 ottobre 2011, con la squadra all'ottavo posto nel gruppo II della Segunda División B (3 vittorie, 4 pareggi e 2 sconfitte).
Nel 2013 entra a far parte della federcalcio spagnola come tecnico delle categorie inferiori. Il 19 luglio 2015 conduce la Spagna Under-19 nel campionato europeo di categoria. Il 30 giugno 2018 guida la Spagna Under-18 alla vittoria della medaglia d'oro ai Giochi del Mediterraneo di Tarragona. Il 24 luglio 2018 sostituisce Albert Celades nel ruolo di commissario tecnico della nazionale spagnola Under-21. Nel 2019 conduce la squadra alla vittoria del campionato europeo di categoria. Nel 2021, alla guida della nazionale olimpica, si aggiudica la medaglia d'argento ai Giochi olimpici di Tokyo.
L'8 dicembre 2022, dopo l'eliminazione della Spagna agli ottavi di finale del campionato del mondo 2022 contro il Marocco e il successivo esonero di Luis Enrique, viene nominato CT della nazionale maggiore, che guida alla vittoria della UEFA Nations League 2022-2023 e del campionato d'Europa 2024.

## Vita privata
È sposato con una donna originaria dell'Andalusia, con la quale ha avuto tre figli. Uno di questi, Alberto de la Fuente, ha seguito le orme paterne entrando nel mondo del calcio.
Ricevuta una educazione cattolica, si è riavvicinato alla fede romana nell'età adulta, dopo un periodo di dubbi e incertezze.

## Statistiche
Statistiche aggiornate all'8 giugno 2025.

### Statistiche da allenatore

#### Club
| Stagione               | Squadra                | Campionato             | Campionato | Campionato | Campionato | Campionato | Coppe nazionali | Coppe nazionali | Coppe nazionali | Coppe nazionali | Coppe nazionali | Coppe continentali | Coppe continentali | Coppe continentali | Coppe continentali | Coppe continentali | Altre coppe | Altre coppe | Altre coppe | Altre coppe | Altre coppe | Totale | Totale | Totale | Totale | % Vittorie | Piazzamento |
| Stagione               | Squadra                | Comp                   | G          | V          | N          | P          | Comp            | G               | V               | N               | P               | Comp               | G                  | V                  | N                  | P                  | Comp        | G           | V           | N           | P           | G      | V      | N      | P      | %          | Piazzamento |
| ---------------------- | ---------------------- | ---------------------- | ---------- | ---------- | ---------- | ---------- | --------------- | --------------- | --------------- | --------------- | --------------- | ------------------ | ------------------ | ------------------ | ------------------ | ------------------ | ----------- | ----------- | ----------- | ----------- | ----------- | ------ | ------ | ------ | ------ | ---------- | ----------- |
| 2000-2001              | Aurrerá Vitoria        | SDB                    | 38         | 12         | 14         | 12         | CR              | 3               | 1               | 1               | 1               | -                  | -                  | -                  | -                  | -                  | -           | -           | -           | -           | -           | 41     | 13     | 15     | 13     | 31,71      | 11º         |
| 2006-2007              | Bilbao Athletic        | SDB                    | 38         | 11         | 12         | 15         | -               | -               | -               | -               | -               | -                  | -                  | -                  | -                  | -                  | -           | -           | -           | -           | -           | 38     | 11     | 12     | 15     | 28,95      | 15º         |
| 2009-2010              | SDB                    | 38                     | 12         | 10         | 16         | -          | -               | -               | -               | -               | -               | -                  | -                  | -                  | -                  | -                  | -           | -           | -           | -           | 38          | 12     | 10     | 16     | 31,58  | 15º        |             |
| 2010-2011              | SDB                    | 38                     | 9          | 19         | 10         | -          | -               | -               | -               | -               | -               | -                  | -                  | -                  | -                  | -                  | -           | -           | -           | -           | 38          | 9      | 19     | 10     | 23,68  | 12°        |             |
| Totale Bilbao Athletic | Totale Bilbao Athletic | Totale Bilbao Athletic | 114        | 32         | 41         | 41         |                 | -               | -               | -               | -               |                    | -                  | -                  | -                  | -                  |             | -           | -           | -           | -           | 114    | 32     | 41     | 41     | 28,07      |             |
| lug.-ott. 2011         | Alavés                 | SDB                    | 9          | 3          | 4          | 2          | CR              | 2               | 1               | 0               | 1               | -                  | -                  | -                  | -                  | -                  | -           | -           | -           | -           | -           | 11     | 4      | 4      | 3      | 36,36      | Eson.       |
| Totale carriera        | Totale carriera        | Totale carriera        | 161        | 47         | 59         | 55         |                 | 5               | 2               | 1               | 2               |                    | -                  | -                  | -                  | -                  |             | -           | -           | -           | -           | 166    | 49     | 60     | 57     | 29,52      |             |

#### Nazionale
| Squadra         | Naz               | dal             | al              | Record | Record | Record | Record     | Record | Record | Record | Record |
| G               | V                 | N               | P               | GF     | GS     | DR     | % Vittorie |        |        |        |        |
| --------------- | ----------------- | --------------- | --------------- | ------ | ------ | ------ | ---------- | ------ | ------ | ------ | ------ |
| Spagna U-19     | Spagna (bandiera) | 5 maggio 2013   | 24 luglio 2018  | 44     | 30     | 6      | 8          | 93     | 37     | +56    | 68,18  |
| Spagna U-18     | Spagna (bandiera) | 1º luglio 2014  | 24 luglio 2018  | 7      | 6      | 0      | 1          | 17     | 9      | +8     | 85,71  |
| Spagna U-21     | Spagna (bandiera) | 24 luglio 2018  | 8 dicembre 2022 | 42     | 34     | 4      | 4          | 113    | 24     | +89    | 80,95  |
| Spagna Olimpica | Spagna (bandiera) | 1º giugno 2021  | 7 agosto 2021   | 6      | 3      | 2      | 1          | 9      | 5      | +4     | 50,00  |
| Spagna          | Spagna (bandiera) | 8 dicembre 2022 | in corso        | 31     | 23     | 6      | 2          | 80     | 30     | +50    | 74,19  |
| Totale          | Totale            | Totale          | Totale          | 128    | 94     | 15     | 16         | 305    | 99     | +206   | 73,44  |

#### Nazionale nel dettaglio
| 2023           | Spagna        | UEFA Nations League 2022-2023 | Subentrato, Vincitore        | 2  | 1  | 1 | 0 | 50,00   | 2  | 1  | +1  |
| 2023           | Spagna        | Qual. Euro 2024               | 1º nel Gruppo A, qualificato | 8  | 7  | 0 | 1 | 87,50   | 25 | 5  | +20 |
| giu.-lug. 2024 | Spagna        | Europeo 2024                  | Vincitore                    | 7  | 7  | 0 | 0 | 100,00& | 15 | 4  | +11 |
| 2024           | Spagna        | UEFA Nations League 2024-2025 | 2º                           | 6  | 5  | 1 | 0 | 83,33   | 13 | 4  | +9  |
| giu. 2025      | Spagna        | UEFA Nations League 2024-2025 | 2º                           | 4  | 1  | 3 | 0 | 25,00   | 12 | 11 | +1  |
| Dal 2022       | Spagna        | Amichevoli                    |                              | 4  | 2  | 1 | 1 | 50,00   | 13 | 5  | +8  |
| Totale Spagna  | Totale Spagna | Totale Spagna                 | Totale Spagna                | 31 | 23 | 6 | 2 | 74,19   | 80 | 30 | +50 |

#### Panchine da commissario tecnico della nazionale spagnola
| Cronologia completa delle presenze e delle reti in nazionale ― Spagna | Cronologia completa delle presenze e delle reti in nazionale ― Spagna | Cronologia completa delle presenze e delle reti in nazionale ― Spagna | Cronologia completa delle presenze e delle reti in nazionale ― Spagna | Cronologia completa delle presenze e delle reti in nazionale ― Spagna | Cronologia completa delle presenze e delle reti in nazionale ― Spagna | Cronologia completa delle presenze e delle reti in nazionale ― Spagna | Cronologia completa delle presenze e delle reti in nazionale ― Spagna |
| Data                                                                  | Città                                                                 | In casa                                                               | Risultato                                                             | Ospiti                                                                | Competizione                                                          | Reti                                                                  | Note                                                                  |
| --------------------------------------------------------------------- | --------------------------------------------------------------------- | --------------------------------------------------------------------- | --------------------------------------------------------------------- | --------------------------------------------------------------------- | --------------------------------------------------------------------- | --------------------------------------------------------------------- | --------------------------------------------------------------------- |
| 25-3-2023                                                             | Malaga                                                                | Spagna                                                                | 3 – 0                                                                 | Norvegia                                                              | Qual. Euro 2024                                                       | Dani Olmo 2 Joselu                                                    | Cap: Á. Morata                                                        |
| 28-3-2023                                                             | Glasgow                                                               | Scozia                                                                | 2 – 0                                                                 | Spagna                                                                | Qual. Euro 2024                                                       | -                                                                     | Cap: Rodri                                                            |
| 15-6-2023                                                             | Enschede                                                              | Spagna                                                                | 2 – 1                                                                 | Italia                                                                | UEFA Nations League 2022-2023 - Semifinale                            | Yeremi Pino Joselu                                                    | Cap: J. Alba                                                          |
| 18-6-2023                                                             | Rotterdam                                                             | Croazia                                                               | 0 – 0 dts (4 – 5 dtr)                                                 | Spagna                                                                | UEFA Nations League 2022-2023 - Finale                                | -                                                                     | Cap: J. Alba                                                          |
| 8-9-2023                                                              | Tbilisi                                                               | Georgia                                                               | 1 – 7                                                                 | Spagna                                                                | Qual. Euro 2024                                                       | 3 Álvaro Morata autorete Dani Olmo Nico Williams Lamine Yamal         | Cap: Á. Morata                                                        |
| 12-9-2023                                                             | Granada                                                               | Spagna                                                                | 6 – 0                                                                 | Cipro                                                                 | Qual. Euro 2024                                                       | Gavi Mikel Merino Joselu 2 Ferrán Torres Álex Baena                   | Cap: Á. Morata                                                        |
| 12-10-2023                                                            | Siviglia                                                              | Spagna                                                                | 2 – 0                                                                 | Scozia                                                                | Qual. Euro 2024                                                       | Álvaro Morata Oihan Sancet                                            | Cap: Á. Morata                                                        |
| 15-10-2023                                                            | Oslo                                                                  | Norvegia                                                              | 0 – 1                                                                 | Spagna                                                                | Qual. Euro 2024                                                       | Gavi                                                                  | Cap: Á. Morata                                                        |
| 16-11-2023                                                            | Limassol                                                              | Cipro                                                                 | 1 – 3                                                                 | Spagna                                                                | Qual. Euro 2024                                                       | Lamine Yamal Mikel Oyarzabal Joselu                                   | Cap: Á. Morata                                                        |
| 19-11-2023                                                            | Valladolid                                                            | Spagna                                                                | 3 – 1                                                                 | Georgia                                                               | Qual. Euro 2024                                                       | Robin Le Normand Ferrán Torres autorete                               | Cap: Á. Morata                                                        |
| 22-3-2024                                                             | Londra                                                                | Spagna                                                                | 0 – 1                                                                 | Colombia                                                              | Amichevole                                                            | -                                                                     | Cap: Á. Morata                                                        |
| 26-3-2024                                                             | Madrid                                                                | Spagna                                                                | 3 – 3                                                                 | Brasile                                                               | Amichevole                                                            | 2 Rodri (rig.) Dani Olmo                                              | Cap: Á. Morata                                                        |
| 5-6-2024                                                              | Badajoz                                                               | Spagna                                                                | 5 – 0                                                                 | Andorra                                                               | Amichevole                                                            | Ayoze Pérez 3 Mikel Oyarzabal Ferrán Torres                           | Cap: Á. Morata                                                        |
| 8-6-2024                                                              | Palma di Mallorca                                                     | Spagna                                                                | 5 – 1                                                                 | Irlanda del Nord                                                      | Amichevole                                                            | 2 Pedri Álvaro Morata Fabián Ruiz Mikel Oyarzabal                     | Cap: Á. Morata                                                        |
| 15-6-2024                                                             | Berlino                                                               | Spagna                                                                | 3 – 0                                                                 | Croazia                                                               | Euro 2024 - 1º turno                                                  | Álvaro Morata Fabián Ruiz Daniel Carvajal                             | Cap: Á. Morata                                                        |
| 20-6-2024                                                             | Gelsenkirchen                                                         | Spagna                                                                | 1 – 0                                                                 | Italia                                                                | Euro 2024 - 1º turno                                                  | autorete                                                              | Cap: Á. Morata                                                        |
| 24-6-2024                                                             | Düsseldorf                                                            | Albania                                                               | 0 – 1                                                                 | Spagna                                                                | Euro 2024 - 1º turno                                                  | Ferrán Torres                                                         | Cap: J. Navas                                                         |
| 30-6-2024                                                             | Colonia                                                               | Spagna                                                                | 4 – 1                                                                 | Georgia                                                               | Euro 2024 - Ottavi di finale                                          | Rodri Fabián Ruiz Nico Williams Dani Olmo                             | Cap: Á. Morata                                                        |
| 5-7-2024                                                              | Stoccarda                                                             | Spagna                                                                | 2 – 1 dts                                                             | Germania                                                              | Euro 2024 - Quarti di finale                                          | Dani Olmo Mikel Merino                                                | Cap: Á. Morata                                                        |
| 9-7-2024                                                              | Monaco di Baviera                                                     | Spagna                                                                | 2 – 1                                                                 | Francia                                                               | Euro 2024 - Semifinale                                                | Lamine Yamal Dani Olmo                                                | Cap: Á. Morata                                                        |
| 14-7-2024                                                             | Berlino                                                               | Spagna                                                                | 2 – 1                                                                 | Inghilterra                                                           | Euro 2024 - Finale                                                    | Nico Williams Mikel Oyarzabal                                         | Cap: Á. Morata 4º titolo europeo                                      |
| 5-9-2024                                                              | Belgrado                                                              | Serbia                                                                | 0 – 0                                                                 | Spagna                                                                | UEFA Nations League 2024-2025 - 1º turno                              | -                                                                     | Cap: D. Carvajal                                                      |
| 8-9-2024                                                              | Ginevra                                                               | Svizzera                                                              | 1 – 4                                                                 | Spagna                                                                | UEFA Nations League 2024-2025 - 1º turno                              | Joselu 2 Fabián Ruiz Ferrán Torres                                    | Cap: Rodri                                                            |
| 12-10-2024                                                            | Murcia                                                                | Spagna                                                                | 1 – 0                                                                 | Danimarca                                                             | UEFA Nations League 2024-2025 - 1º turno                              | Martín Zubimendi                                                      | Cap: Á. Morata                                                        |
| 15-10-2024                                                            | Cordova                                                               | Spagna                                                                | 3 – 0                                                                 | Serbia                                                                | UEFA Nations League 2024-2025 - 1º turno                              | Aymeric Laporte Álvaro Morata Álex Baena                              | Cap: Á. Morata                                                        |
| 15-11-2024                                                            | Copenaghen                                                            | Danimarca                                                             | 1 – 2                                                                 | Spagna                                                                | UEFA Nations League 2024-2025 - 1º turno                              | Mikel Oyarzabal Ayoze Pérez                                           | Cap: M. Oyarzabal                                                     |
| 18-11-2024                                                            | Santa Cruz de Tenerife                                                | Spagna                                                                | 3 – 2                                                                 | Svizzera                                                              | UEFA Nations League 2024-2025 - 1º turno                              | Yéremi Pino Bryan Gil Bryan Zaragoza (rig.)                           | Cap: Á. Morata                                                        |
| 20-3-2025                                                             | Rotterdam                                                             | Paesi Bassi                                                           | 2 – 2                                                                 | Spagna                                                                | UEFA Nations League 2024-2025 - Quarti di finale (Andata)             | Nico Williams Mikel Merino                                            | Cap: Á. Morata                                                        |
| 23-3-2025                                                             | Valencia                                                              | Spagna                                                                | 3 – 3 dts (5 – 4 dtr)                                                 | Paesi Bassi                                                           | UEFA Nations League 2024-2025 - Quarti di finale (Ritorno)            | 2 Mikel Oyarzabal (1 rig.) Lamine Yamal                               | Cap: U. Simón                                                         |
| 5-6-2025                                                              | Stoccarda                                                             | Spagna                                                                | 5 – 4                                                                 | Francia                                                               | UEFA Nations League 2024-2025 - Semifinale                            | Nico Williams Mikel Merino 2 Lamine Yamal (1 rig.) Pedri              | Cap: U. Simón                                                         |
| 8-6-2025                                                              | Monaco di Baviera                                                     | Portogallo                                                            | 2 – 2 dts (5 – 3 dtr)                                                 | Spagna                                                                | UEFA Nations League 2024-2025 - Finale                                | Martín Zubimendi Mikel Oyarzabal                                      | Cap: U. Simón                                                         |
| Totale                                                                |                                                                       | Presenze                                                              | 31                                                                    |                                                                       | Reti                                                                  | 80                                                                    |                                                                       |

## Palmarès

### Giocatore

#### Club
- Campionato spagnolo: 2

Athletic Bilbao: 1982-1983, 1983-1984
- Coppa di Spagna: 1

Athletic Bilbao: 1983-1984
- Supercoppa di Spagna: 1

Athletic Bilbao: 1984

### Allenatore

#### Nazionale
- Campionato d'Europa Under-19: 1

Grecia 2015
- Giochi del Mediterraneo: 1

 Tarragona 2018
- Campionato d'Europa Under-21: 1

Italia 2019
- Argento olimpico: 1

Tokyo 2020
- UEFA Nations League: 1

Paesi Bassi 2023
- Campionato d'Europa: 1

Germania 2024

#### Individuale
- Miglior commissario tecnico dell'anno IFFHS: 1

2024